# Jean-Baptiste Nothomb
Jean Baptiste Nothomb (Messancy, 3 luglio 1805 – Berlino, 6 settembre 1881) è stato un politico e diplomatico belga, esponente del partito liberale e primo ministro del Belgio dal 13 aprile 1840 al 30 luglio 1845.

## Biografia
Era il figlio di Jean Baptiste Nothomb e Hélène Schutweiller, che rimase vedova quando aveva solo otto anni, e si risposò con lo zio Dominique Antoine, da cui ebbe il fratellastro Alphonse, anch'esso politico, così come l'altro fratello Jean-Pierre.
Dopo aver studiato all'Athénée de Luxembourg e all'Università di Liegi partecipa alla Rivoluzione belga del 1830 e viene nominato nella Commissione costituzionale incaricata di scrivere la Carta fondamentale del nuovo Belgio indipendente.
Dopo esser stato eletto nel Congresso nazionale diventa segretario generale del Ministero degli Esteri guidato da Érasme-Louis Surlet de Chokier.
Rispetto al dibattito sul sovrano del Belgio inizialmente sostiene il candidato orleanista (il principe Luigi) ma poi appoggia il principe Leopoldo di Sassanio-Coburgo.
Nel 1837 divenne Ministro dei Lavori Pubblici impegnandosi nello sviluppo della rete ferroviaria e nell'aumento della produzione mineraria.
Nel 1840 venne nominato inviato speciale presso la Confederazione germanica ma l'anno seguente, dopo la fine del governo Lebeau venne chiamato a formare un nuovo esecutivo riservandosi il portafoglio degli Interni.
Dopo la fine della sua esperienza a capo del governo nel 1845 si ritirò dalla vita politica dimettendosi da parlamentare e tornando a dedicarsi alla sua attività diplomatica.
Massone, fu membro del Grande Oriente del Belgio.